# Фраганяно
Фраганя̀но (на италиански: Fragagnano, на местен диалект Fragnànu, Франяну) е град и община в Южна Италия, провинция Таранто, регион Пулия. Разположен е на 126 m надморска височина. Населението на града е 5476 души (към 31 август 2009).